# Puchar Świata w narciarstwie alpejskim 1974/1975
Sezon 1974/1975 Pucharu Świata w narciarstwie alpejskim rozpoczął się 4 grudnia 1974 we francuskim Val d’Isère, a zakończył 23 marca 1975 we włoskim Val Gardena. Rozegrano 26 konkurencji dla kobiet (8 zjazdów, 7 slalomów gigantów i 8 slalomów specjalnych) i 27 konkurencji dla mężczyzn (9 zjazdów, 7 slalomów gigantów i 8 slalomów specjalnych).
Puchar Narodów (łącznie) zdobyła reprezentacja Austrii, wyprzedzając Włochy i Szwajcarię.

## Puchar Świata w narciarstwie alpejskim kobiet
Wśród kobiet najlepszą zawodniczką okazała się Austriaczka Annemarie Moser-Pröll, która zdobyła 305 punktów, wyprzedzając reprezentantkę Liechtensteinu Hanni Wenzel i reprezentantkę RFN Rosi Mittermaier.
W poszczególnych klasyfikacjach tryumfowały:
- Annemarie Moser-Pröll – zjazd
- Lise-Marie Morerod – slalom
- Annemarie Moser-Pröll – slalom gigant

## Puchar Świata w narciarstwie alpejskim mężczyzn
Wśród mężczyzn najlepszym zawodnikiem okazał się Włoch Gustav Thöni, który zdobył 250 punktów, wyprzedzając Szweda Ingemara Stenmarka i Austriaka Franza Klammera.
W poszczególnych klasyfikacjach tryumfowali:
- Franz Klammer – zjazd
- Ingemar Stenmark – slalom
- Ingemar Stenmark – slalom gigant

## Puchar Narodów (kobiety + mężczyźni)
- 1.  Austria – 1395 pkt
- 2.  Włochy – 810 pkt
- 3.  Szwajcaria – 492 pkt
- 4.  RFN – 557 pkt
- 5.  Francja – 303 pkt